# 星野鉄太郎

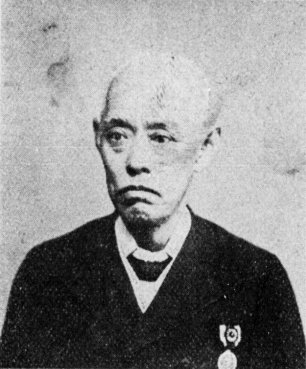
星野鉄太郎

星野 鉄太郎（ほしの てつたろう、天保8年12月3日（1837年12月29日）- 明治42年（1909年）4月17日）は、日本の衆議院議員。静岡市長。

## 経歴
駿河国安倍郡駿府屋形町（現在の静岡県静岡市葵区）出身。旧幕時代は駿府町奉行与力を務めた。1872年（明治5年）より静岡県に出仕し、1879年（明治12年）に富士郡長に就任し、1881年（明治14年）に安倍郡長に転任。1886年には榛原郡長となり、1889年まで務めた。1889年（明治22年）5月13日、初代の静岡市長に就任し、1902年（明治35年）4月17日まで在任した。また1901年（明治34年）からは静岡漆工学校長も務めた。
1902年の第7回衆議院議員総選挙に出馬し、当選。2期務めた。

## 親族
- 息子 星野太郎 - 東京高等商業学校（現一橋大学）教授